# فهرست فرمانروایان پرتغال
فهرست فرمانروایان پرتغال که بر پادشاهی پرتغال حکمرانی می‌کردند.

## خاندان بورگاندی
| نام                                       | طول عمر                                  | شروع سلطنت     | پایان سلطنت    | یادداشت                                                                                            | دودمان   | تصویر |
| ----------------------------------------- | ---------------------------------------- | -------------- | -------------- | -------------------------------------------------------------------------------------------------- | -------- | ----- |
| آلفونسو اول پرتغال                        | ۱۱۰۹ – ۶ دسامبر ۱۱۸۵ (aged 76)           | ۲۵ ژوئیه ۱۱۳۹  | ۶ دسامبر ۱۱۸۵  | Founder of the Kingdom of Portugal Son of Henry of Burgundy and Teresa of León, Counts of Portugal | Burgundy |       |
| سانچو اول پرتغال                          | ۱۱ نوامبر ۱۱۵۴ – ۲۶ مارس ۱۲۱۲ (aged 57)  | ۶ دسامبر ۱۱۸۵  | ۲۶ مارس ۱۲۱۲   | Son of Afonso I                                                                                    | Burgundy |       |
| آلفونسو دوم پرتغال                        | ۲۳ آوریل ۱۱۸۵ – ۲۵ مارس ۱۲۲۳ (aged 37)   | ۲۶ مارس ۱۲۱۲   | ۲۵ مارس ۱۲۲۳   | Son of Sancho I                                                                                    | Burgundy |       |
| سانچو دوم پرتغال                          | ۸ سپتامبر ۱۲۰۹ – ۴ ژانویه ۱۲۴۸ (aged 38) | ۲۶ مارس ۱۲۲۳   | ۴ دسامبر ۱۲۴۷  | Son of Afonso II                                                                                   | Burgundy |       |
| آلفونسو سوم پرتغال                        | ۵ مه ۱۲۱۰ – ۱۶ فوریه ۱۲۷۹ (aged 68)      | ۴ ژانویه ۱۲۴۸  | ۱۶ فوریه ۱۲۷۹  | Son of Afonso II                                                                                   | Burgundy |       |
| دنیس پرتغال- پرتغالی: Dinis I             | ۹ اکتبر ۱۲۶۱ – ۷ ژانویه ۱۳۲۵ (aged 63)   | ۶ فوریه ۱۲۷۹   | ۷ ژانویه ۱۳۲۵  | Son of Afonso III                                                                                  | Burgundy |       |
| آلفونسو چهارم پرتغال                      | ۸ فوریه ۱۲۹۱ – ۲۸ مه ۱۳۵۷ (aged 66)      | ۷ ژانویه ۱۳۲۵  | ۲۸ مه ۱۳۵۷     | Son of Denis I                                                                                     | Burgundy |       |
| پدرو اول پرتغال- پرتغالی: Pedro I         | ۱۹ آوریل ۱۳۲۰ – ۱۸ ژانویه ۱۳۶۷ (aged 46) | ۸ مه ۱۳۵۷      | ۱۸ ژانویه ۱۳۶۷ | Son of Afonso IV                                                                                   | Burgundy |       |
| فرناندو شاهزاده قدیس- پرتغالی: Fernando I | ۳۱ اکتبر ۱۳۴۵ – ۲۲ اکتبر ۱۳۸۳ (aged 37)  | ۱۸ ژانویه ۱۳۶۷ | ۲۲ اکتبر ۱۳۸۳  | Son of Peter I                                                                                     | Burgundy |       |

## خاندان آویز
| نام                               | طول عمر                                   | شروع سلطنت                       | پایان سلطنت                    | یادداشت                     | دودمان | تصویر |
| --------------------------------- | ----------------------------------------- | -------------------------------- | ------------------------------ | --------------------------- | ------ | ----- |
| ژواو یکم- پرتغالی: João I         | ۱۱ آوریل ۱۳۵۸ – ۱۴ اوت ۱۴۳۳ (aged 75)     | ۶ آوریل ۱۳۸۵                     | ۱۴ اوت ۱۴۳۳                    | Illegitimate son of Peter I | Aviz   |       |
| دوارته یکم- پرتغالی: Duarte I     | ۳۱ اکتبر ۱۳۹۱ – ۹ سپتامبر ۱۴۳۸ (aged 46)  | ۱۴ اوت ۱۴۳۳                      | ۹ سپتامبر ۱۴۳۸                 | Son of John I               | Aviz   |       |
| آلفونسوی پنجم پرتغال              | ۱۵ ژانویه ۱۴۳۲ – ۲۸ اوت ۱۴۸۱ (aged 49)    | 13 September 1438 ۱۵ نوامبر ۱۴۷۷ | 11 November 1477 ۲۸ اوت ۱۴۸۱   | پسر دوارته یکم              | Aviz   |       |
| ژوآئو دوم- پرتغالی: João II       | ۳ مارس ۱۴۵۵ – ۲۵ اکتبر ۱۴۹۵ (aged 40)     | 11 November 1477 ۲۸ اوت ۱۴۸۱     | 15 November 1477 ۲۵ اکتبر ۱۴۹۵ | Son of Afonso V             | Aviz   |       |
| مانوئل اول (پرتغال)               | ۳۱ مه ۱۴۶۹ – ۱۳ دسامبر ۱۵۲۱ (aged 52)     | ۲۵ اکتبر ۱۴۹۵                    | ۱۳ دسامبر ۱۵۲۱                 | Cousin of John II           | Aviz   |       |
| ژان سوم پرتغال- پرتغالی: João III | ۷ ژوئن ۱۵۰۲ – ۱۱ ژوئن ۱۵۵۷ (aged 55)      | ۱۳ دسامبر ۱۵۲۱                   | ۱۱ ژوئن ۱۵۵۷                   | Son of Manuel I             | Aviz   |       |
| سبستیو یکم- پرتغالی: Sebastião I  | ۲۰ ژانویه ۱۵۵۴ – ۴ اوت ۱۵۷۸ (aged 24)     | ۱۱ ژوئن ۱۵۵۷                     | ۴ اوت ۱۵۷۸                     | Grandson of John III        | Aviz   |       |
| انریکه یکم- پرتغالی: Henrique I   | ۳۱ ژانویه ۱۵۱۲ – ۳۱ ژانویه ۱۵۸۰ (aged 68) | ۴ اوت ۱۵۷۸                       | ۳۱ ژانویه ۱۵۸۰                 | Son of Manuel I             | Aviz   |       |

## خاندان هابسبورگ
| نام                                  | طول عمر                                  | شروع سلطنت      | پایان سلطنت     | یادداشت             | دودمان          | تصویر          |
| ------------------------------------ | ---------------------------------------- | --------------- | --------------- | ------------------- | --------------- | -------------- |
| فیلیپ یکم پرتغال- پرتغالی: Filipe I  | ۲۱ مه ۱۵۲۷ – ۱۳ سپتامبر ۱۵۹۸ (aged 71)   | ۱۷ آوریل ۱۵۸۱   | ۱۳ سپتامبر ۱۵۹۸ | نوه پسری مانوئل یکم | دودمان هابسبورگ | King Philip I  |
| فیلیپ دوم پرتغال- پرتغالی: Filipe II | ۱۴ آوریل ۱۵۷۸ – ۳۱ مارس ۱۶۲۱ (aged 42)   | ۱۳ سپتامبر ۱۵۹۸ | ۳۱ مارس ۱۶۲۱    | پسر فیلیپ یکم       | دودمان هابسبورگ | King Philip II |
| فیلیپ سوم- پرتغالی: Filipe III       | ۸ آوریل ۱۶۰۵ – ۱۷ سپتامبر ۱۶۶۵ (aged 60) | ۳۱ مارس ۱۶۲۱    | ۱ دسامبر ۱۶۴۰   | پسر فیلیپ دوم       | دودمان هابسبورگ | King Philip II |

## خاندان براگانزا
| نام                                | طول عمر                                    | شروع سلطنت            | پایان سلطنت                 | یادداشت                                           | دودمان                  | تصویر |
| ---------------------------------- | ------------------------------------------ | --------------------- | --------------------------- | ------------------------------------------------- | ----------------------- | ----- |
| ژواو چهارم- پرتغالی: João IV       | ۱۸ مارس ۱۶۰۳ – ۶ نوامبر ۱۶۵۶ (aged 53)     | ۱ دسامبر ۱۶۴۰         | ۶ نوامبر ۱۶۵۶               | Great-great-grandson of Manuel I                  | دودمان براگانسا         |       |
| آفونسوی ششم                        | ۲۱ اوت ۱۶۴۳ – ۱۲ سپتامبر ۱۶۸۳ (aged 40)    | ۶ نوامبر ۱۶۵۶         | ۱۲ سپتامبر ۱۶۸۳             | Son of John IV                                    | Braganza                |       |
| پدروی دوم- پرتغالی: Pedro II       | ۲۶ آوریل ۱۶۴۸ – ۹ دسامبر ۱۷۰۶ (aged 58)    | ۶ نوامبر ۱۶۸۳         | ۹ دسامبر ۱۷۰۶               | Son of John IV                                    | دودمان براگانسا         |       |
| ژواو پنجم- پرتغالی: João V         | ۲۲ اکتبر ۱۶۸۹ – ۳۱ ژوئیه ۱۷۵۰ (aged 60)    | ۹ دسامبر ۱۷۰۶         | ۳۱ ژوئیه ۱۷۵۰               | Son of Peter II                                   | دودمان براگانسا         |       |
| ژوزه یکم- پرتغالی: José I          | ۶ ژوئن ۱۷۱۴ – ۲۴ فوریه ۱۷۷۷ (age 62)       | ۳۱ ژوئیه ۱۷۵۰         | ۲۴ فوریه ۱۷۷۷               | Son of John V                                     | دودمان براگانسا         |       |
| ماریای یکم                         | ۱۷ دسامبر ۱۷۳۴ – ۲۰ مارس ۱۸۱۶ (۸۱ سال)     | ۲۴ فوریه ۱۷۷۷         | ۲۰ مارس ۱۸۱۶                | Daughter of Joseph I                              | دودمان براگانسا         |       |
| پدروی سوم- پرتغالی: Pedro III      | ۵ ژوئیهٔ ۱۷۱۷ – ۲۵ مهٔ ۱۷۸۶ (۶۸ سال)         | ۲۴ فوریه ۱۷۷۷         | ۲۵ مه ۱۷۸۶                  | Husband of Maria I Son of John V jure uxoris king | دودمان براگانسا         |       |
| جان ششم پرتغال- پرتغالی: João VI   | ۱۳ مه ۱۷۶۷ – ۱۰ مارس ۱۸۲۶ (aged 58)        | ۲۰ مارس ۱۸۱۶          | ۱۰ مارس ۱۸۲۶                | Son of Maria I and Peter III                      | دودمان براگانسا         |       |
| پدروی یکم برزیل                    | ۱۲ اکتبر ۱۷۹۸ – ۲۴ سپتامبر ۱۸۳۴ (aged 35)  | ۱۰ مارس ۱۸۲۶          | ۲ مه ۱۸۲۶                   | Son of John VI                                    | دودمان براگانسا         |       |
| ماریای دوم                         | ۴ آوریل ۱۸۱۹ – ۱۵ نوامبر ۱۸۵۳ (aged 34)    | 2 May 1826 ۲۶ مه ۱۸۳۴ | 23 June 1828 ۱۵ نوامبر ۱۸۵۳ | Daughter of Peter IV                              | دودمان براگانسا         |       |
| میگل یکم                           | ۲۶ اکتبر ۱۸۰۲ – ۱۴ نوامبر ۱۸۶۶ (aged 64)   | ۲۶ فوریه ۱۸۲۸         | ۶ مه ۱۸۳۴                   | Son of John VI                                    | دودمان براگانسا         |       |
| فرناندوی دوم- پرتغالی: Fernando II | ۲۹ اکتبر ۱۸۱۶ – ۱۵ دسامبر ۱۸۸۵ (aged 69)   | ۱۶ سپتامبر ۱۸۳۷       | ۱۵ نوامبر ۱۸۵۳              | Husband of Maria II jure uxoris king              | خاندان سکس-کوبرگ و گوتا |       |
| پدرو پنجم پرتغال                   | ۱۶ سپتامبر ۱۸۳۷ – ۱۱ نوامبر ۱۸۶۱ (aged 24) | ۱۵ نوامبر ۱۸۵۳        | ۱۱ نوامبر ۱۸۶۱              | Son of Maria II and Ferdinand II                  | دودمان براگانسا         |       |
| لوئیش یکم                          | ۳۱ اکتبر ۱۸۳۸ – ۱۹ اکتبر ۱۸۸۹ (aged 50)    | ۱۱ نوامبر ۱۸۶۱        | ۱۹ اکتبر ۱۸۸۹               | Son of Maria II and Ferdinand II                  | دودمان براگانسا         |       |
| کارلوش یکم                         | ۲۸ سپتامبر ۱۸۶۳ – ۱ فوریه ۱۹۰۸ (aged 44)   | ۱۹ اکتبر ۱۸۸۹         | ۱ فوریه ۱۹۰۸                | Son of Luís I                                     | دودمان براگانسا         |       |
| مانوئل دوم                         | ۱۵ نوامبر ۱۸۸۹ – ۲ ژوئیه ۱۹۳۲ (aged 42)    | ۱ فوریه ۱۹۰۸          | ۵ اکتبر ۱۹۱۰                | Son of Carlos I Last King of Portugal.            | دودمان براگانسا         |       |